# Роза Хутор
Роза Хутор (рус. Роза Хутор) представља спортско-туристички комплекс намењен алпском скијању на подручју Западног Кавказа. Комплекс се налази на око 40 км источније од црноморске обале и града Сочија (Краснодарски крај, Русија).
На скијалиштима Розе Хутор је током фебруара 2012. по први пут одржано такмичење Светског купа у алпском скијању на територији Русије. Такође ту су се одржавала и олимпијска такмичења у алпском скијању на Зимским олимпијским играма 2014. године.
На алпски скијашко комплекс наставља се Роза Хутор икстрим парк намењен екстремним зимским спортовима, а посебно слободном скијању и сноубордингу.

## Карактеристике скијалишта
Најнижи делови скијашког комплекса Роза Хутор леже у долини реке Мзимте на надморској висини од 560 метара, док највиши делови леже на надморској висини од 2.320 метара. Највећи део скијалишта налази се на истоименом платоу са стартним позицијама на надморским висинама од 1.170 метара. Стадион на публику налази се у источном делу скијашког комплекса, на месту где се завршава већина скијашких стаза, на надморској висини од 940 метара. Врхови су са нижим деловима повезани путем 18 жичара капацитета 8.000 особа дневно.
Укупна дужина скијашких стаза је око 80 км. Захваљујужи систему за вештачко оснежавање под чијим дејством се налази око 100 хектара комплекса, скијашка сезона је продужена на и до 180 дана годишње.

## Хотелски смештај
У оквиру комплекса послује 10 хотела са укупно 1.636 соба. Шест хотела смештено је уз долину реке Мзимте, док се преостала четири хотела налазе у такозваном Планинском олимпијском селу на надморској висини од 1.150 метара.